# Парламентська республіка
Парла́ментська респу́бліка — різновид республіканської форми правління, де парламент, бувши повновладним органом, формує політично відповідальний перед ним уряд і зазвичай обирає президента, який займає в системі державних органів символічну юридичну роль.

## Загальні ознаки
Основні ознаки парламентської республіки:
- президент є главою держави, але не главою виконавчої влади як у президентській республіці. Виконавча влада належить главі уряду (прем'єр-міністру, канцлеру), який і має всі необхідні державно-владні повноваження для здійснення урядової політики;

- президент обирається або парламентом, або колегією, спеціально сформованої для його обрання з обов'язковою участю членів парламенту (ФРН, Індія), тобто його влада похідна від парламенту;

- президент призначає главу уряду, але не на власний розсуд, а з числа лідерів партії чи коаліції партій, які мають більшість місць у парламенті або його нижній палаті. В іншому випадку уряд може не отримати вотум довіри в парламенті (це необхідна процедура для парламентської республіки) і не буде сформований. Члени уряду призначаються президентом за рекомендацією голови уряду;

- ключова ознака парламентської республіки — політична відповідальність уряду перед парламентом, а не перед президентом. Відповідальність ця найчастіше солідарна: недовіра голові уряду тягне за собою відставку всього уряду. У разі винесення вотуму недовіри або відмови у довірі уряд або іде у відставку, або президент, не приймаючи відставки уряду, може розпустити парламент (нижню палату) і призначити дострокові вибори;

- президент не несе відповідальність за діяльність уряду. Вона покладена на главу уряду;

- президент не може на власний розсуд відправити у відставку главу уряду, але за рекомендацією голови уряду може відправити у відставку будь-якого члена уряду;

- в законодавчій області президент парламентської республіки наділений правом законодавчої ініціативи, погодженої з урядом;

- акти, які видаються президентом, потребують контрасігнатури, тобто підпису прем'єр-міністра або міністра, які і несуть за них відповідальність. Без такого підпису акти президента недійсні. У парламентській республіці ключова фігура в державі — голова уряду.

## Характеристика парламентської республіки
При парламентській республіці також можливі два державні режими — парламентарний і міністеріальний.

Парламентська республіка, зокрема в її «чистому» вигляді, поширена значно менше, ніж президентська. Це Австрія, Німеччина, Індія, Ірландія, Італія, Португалія (після низки реформ конституції 1976 р., істотно ослабили позиції президента), Кабо-Верде в Африці (з 1990 р), Вануату в Океанії та ін. У тих країнах, де багатопартійність обумовлює дію парламентарного державного режиму, наслідком його є часті урядові кризи.

В Італії, наприклад, уряд утримується у влади в цілому менше року, хоча партійний склад уряду зазвичай майже не змінюється, та й персональні перестановки незначні. Проте виступи на користь зміни форми правління в цій країні останнім часом різко посилилося, і схоже, що цього разу не залишаться безрезультатними.

Весь політичний спектр країни представлений і структурований через уряд партійної більшості (політичний спектр в цьому випадку розділяється на партійну більшість і меншість). При наявності потреби чіткого конструювання політичної системи парламентська модель здається максимально природною і втілює ідеали партійного правління, в той час як у президентській системі цінність партійного правління відступає на другий план по будові з можливістю набрати для управління високопрофесійну команду.

При справді багатопартійній системі парламентська форма правління забезпечує оптимальну парламентську більшість у вигляді коаліційного уряду. При цьому і кількість портфелів розподіляється в уряді пропорційно вазі цих партій, що нереально в принципі в президентській республіці.

## Політичний стиль
Сам політичний стиль парламентської республіки забезпечує прилучення виборців до більш фундаментальних політичних цінностей і орієнтацій. Він пов'язаний із забезпеченням дійсно глибокого і сутнісного для парламентських систем політичного плюралізму з вибором між великим числом політичних платформ різних політичних партій, у той час як президентська система персоніфікована і орієнтує виборців на яскравих лідерів.
Парламентська система забезпечує єдність дій виконавчої і законодавчої влади, повну підтримку законодавчих ініціатив уряду (за винятком уряду нестійкого парламентської більшості або уряду парламентської меншості).

## Переваги та недоліки
Головну перевагу парламентської системи зазвичай бачать в максимально тісному зв'язку з принципом народного представництва.
В певній мірі і проходження партійних установок і програм, зв'язаність ними політичного курсу може виступати як перевага парламентської системи, оскільки дає чітку ідеологічну основу незалежно від смаків і пристрастей партійних лідерів.

Недоліки парламентської системи, так само як і президентської, є продовженням її переваг.

Нестійкість коаліцій у парламентських системах веде до зміни уряду, до нестійкості всієї політичної системи в цілому (характерний приклад цього дає Італія з її частими парламентськими кризами). В результаті необхідності витримування певної ідеологічної лінії в уряду може спостерігатися нестача прагматизму. 

Під час криз і ускладнень, коли потрібно діяти швидко, приймаючи персонально всю відповідальність, у парламентських системах відчувається брак повноважень в уряду і глави держави.
В той же час у парламентських системах є на перший погляд парадоксальна тенденція приниження ролі парламенту в умовах, коли члени уряду одночасно є депутатами і виступають як політична еліта на противагу меншості. У цьому випадку уряд узурпує законодавчу владу, надаючи парламенту можливість тільки «штампувати» закони, чого не може в принципі бути в президентських системах.

## Поширеність у світі
Приклади парламентських республік:
- Австрія
- Албанія
- Бангладеш
- Болгарія
- Вануату
- Вірменія
- Греція
- Грузія
- Домініка
- Естонія
- Ефіопія
- Ізраїль
- Індія
- Ірак
- Ірландія
- Ісландія
- Італія
- Латвія
- Литва
- Мальта
- Непал
- Німеччина
- Польща
- Португалія
- Сербія
- Сінгапур
- Словенія
- Словаччина
- Угорщина
- Фінляндія
- Хорватія
- Чехія
- Швейцарія